# Civet de cerf
 (novembre 2020).
Le civet de cerf est un mets considéré comme l'archétype de la bonne chère et, à ce titre, en dépit de sa rareté, comme l'un des mets emblématiques du repas gastronomique des Français. Il fut chassé dès la Préhistoire et c'est au cours de cette période que se développa autour du cerf un mythe quasi religieux, puis divin, dont on retrouve maintes traces encore aujourd'hui. Connue dès l'Antiquité, sa chair, diversement cuisinée, fut de toutes les tables princières et royales au cours du Moyen Âge.
Gros gibier, le cerf fournit une viande ferme et maigre qu'il est conseillé de faire mariner. Sa chair sombre, qui fonce avec l'âge, au goût très prononcé, s'accorde en civet avec de grands vins rouges. La recette du « roi des gibiers, gibier des rois » a fortement évolué au cours du temps. Pour les gourmets que rebute le goût prononcé de gibier sauvage, on peut lui substituer un civet de biche dont les saveurs sont moins prononcées.

## Étymologie
Cerf vient du latin cervus, issu d'une racine indo-européenne ker- (« corne »). Elle se retrouve dans le slave ancien kar-va (« vache »), le russe moderne корова, korova (« vache ») et le polonais moderne krowa (« vache »). Ou du serbo-croate, krava («vache»)
.

### Ses différents noms
La femelle, de la naissance à un an, porte le nom de faon ; jusqu'à deux ans, celui de bichette, au-delà de deux ans, elle devient une biche. On la dit « suitée » quand elle est accompagnée de son propre faon. Pour le mâle, il est nommé faon jusqu'à six mois, puis hère tant qu’il n’a pas ses premiers bois. À l'âge de deux ans, il devient un daguet,.

## Histoire du cerf

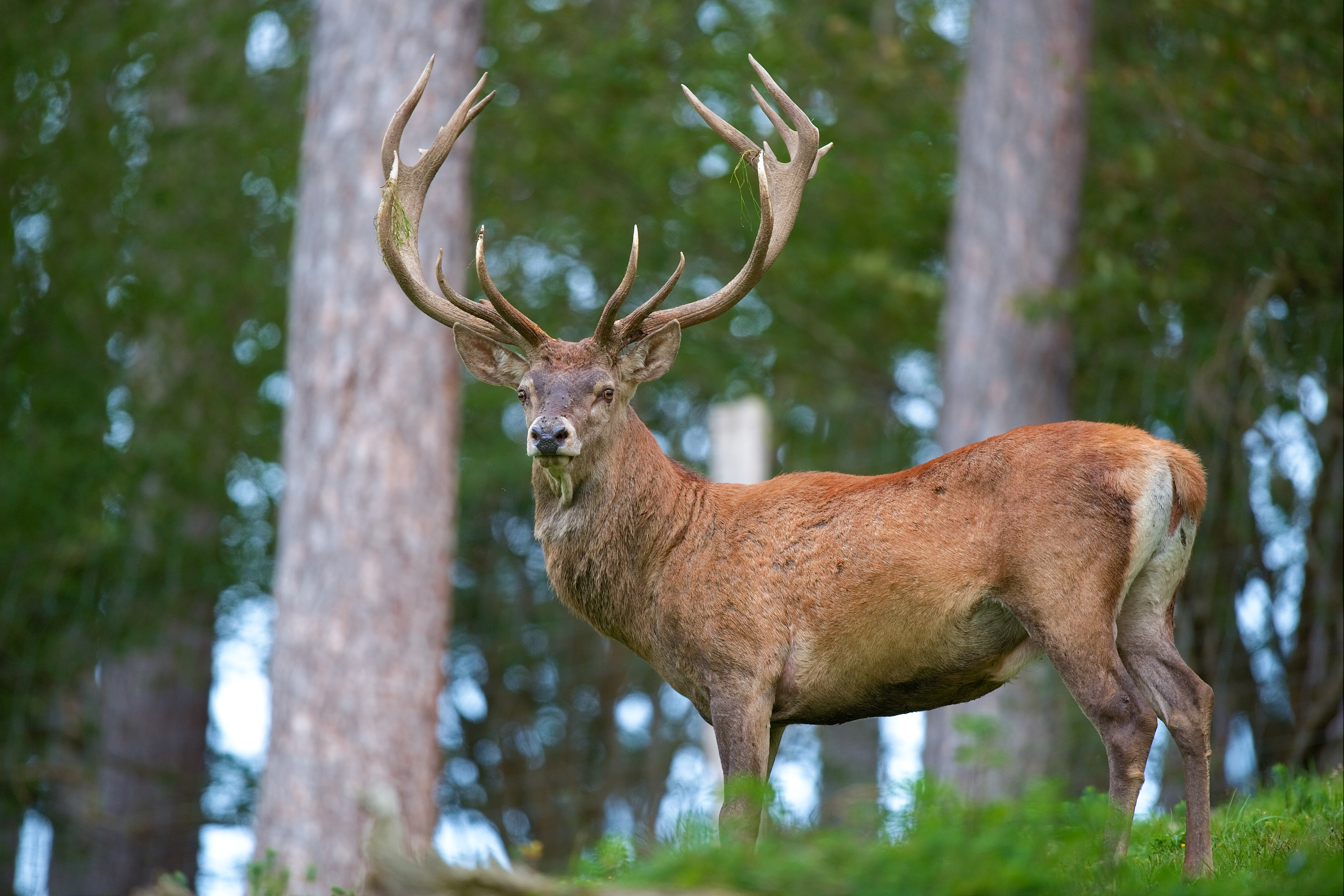
Un cerf.

Le cerf est l'animal le plus emblématique de la famille des cervidés qui est installée, de l'Europe à l'Asie en passant par l'Afrique du Nord, et l'Amérique. C'est le gibier sauvage le plus grand que l’on puisse rencontrer.

### Habitat
Le cerf est un mammifère herbivore vivant principalement en forêt. Il a colonisé les massifs forestiers aux essences mélangées et aux biotopes variés. Il est à noter que sa taille est influencée par son habitat. Elle augmente d'ouest en est. Les plus grands spécimens se trouvent en Lorraine, dans le Jura et dans les Ardennes.
Sa préférence, liée à son mode de vie solitaire, va vers des forêts ayant une surface minimum de 1 000 à 2 000 hectares. Il s'y nourrit essentiellement à l'aube et au crépuscule, généralement en lisières, dans les prairies et les champs environnants.

### Nourriture
Le cerf consomme des végétaux (herbes, feuilles, bruyères). Il se nourrit davantage au printemps et en été, car l'herbe représente près de 80 % de son alimentation, celle-ci étant complétée par des fleurs et des pousses terminales des jeunes arbres (abroutissement). À l'automne, il recherche les glands et les champignons, et il est friand de fruits, tels que les marrons, les châtaignes ou les pommes, qu'il gaule en se servant de ses bois. En hiver, ses besoins diminuent de moitié et il consomme alors surtout des rameaux d'arbres, des ronces, du lierre et des feuilles mortes. Il aime écorcer les épicéas, les hêtres, les frênes et les douglas. 

### Mythologie
La mythologie du cerf, qui se retrouve de nos jours dans de nombreux récits, contes ou légendes, est une constante chez tous les peuples qui l'ont côtoyé ou chassé depuis la Préhistoire. Ce sont les bois qui ornent son front qui en ont fait un animal mythique, par leur majesté et leur renouvellement périodique, considérés comme un symbole de fertilité, de mort et de renaissance. La puissance de son brame et le caractère tumultueux de ses amours s'ajoutent au mythe et témoignent du renouvellement continu de la vie dans de nombreuses traditions religieuses.

## Gastronomie du cerf

### Médiévale

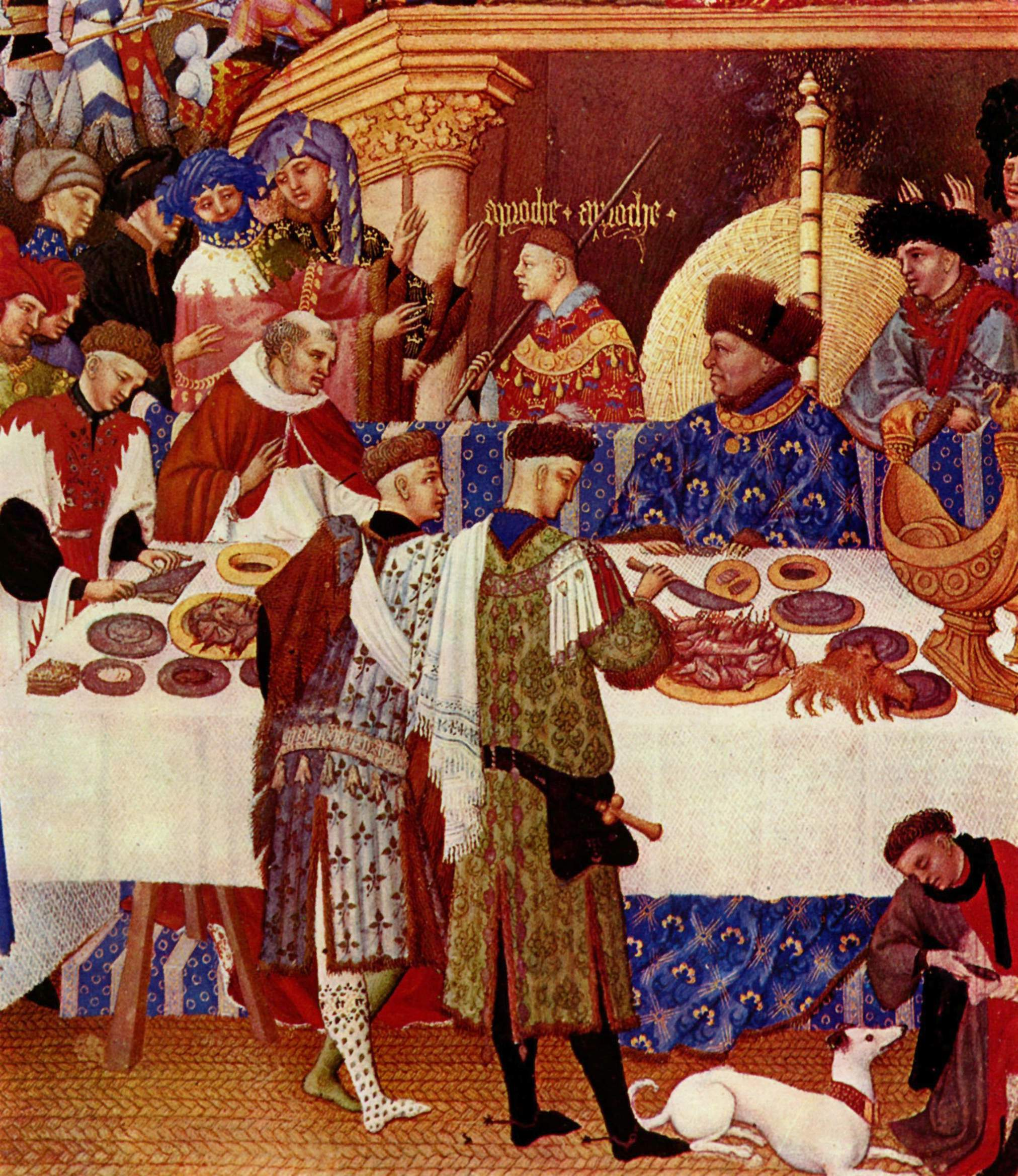
Festin du duc de Berry (XIVe siècle).

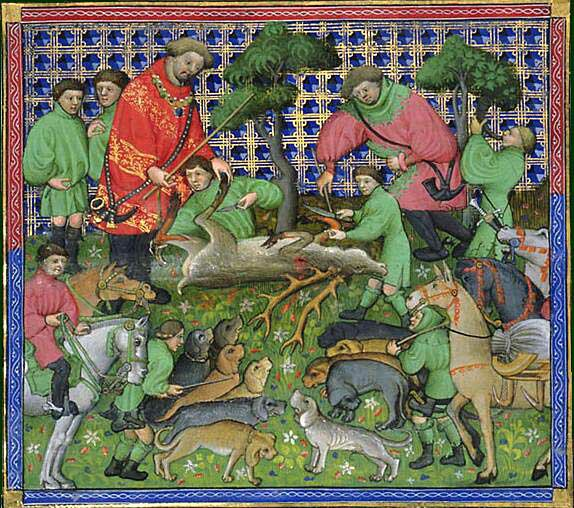
La découpe du cerf, le Livre de chasse, de Gaston Fébus.

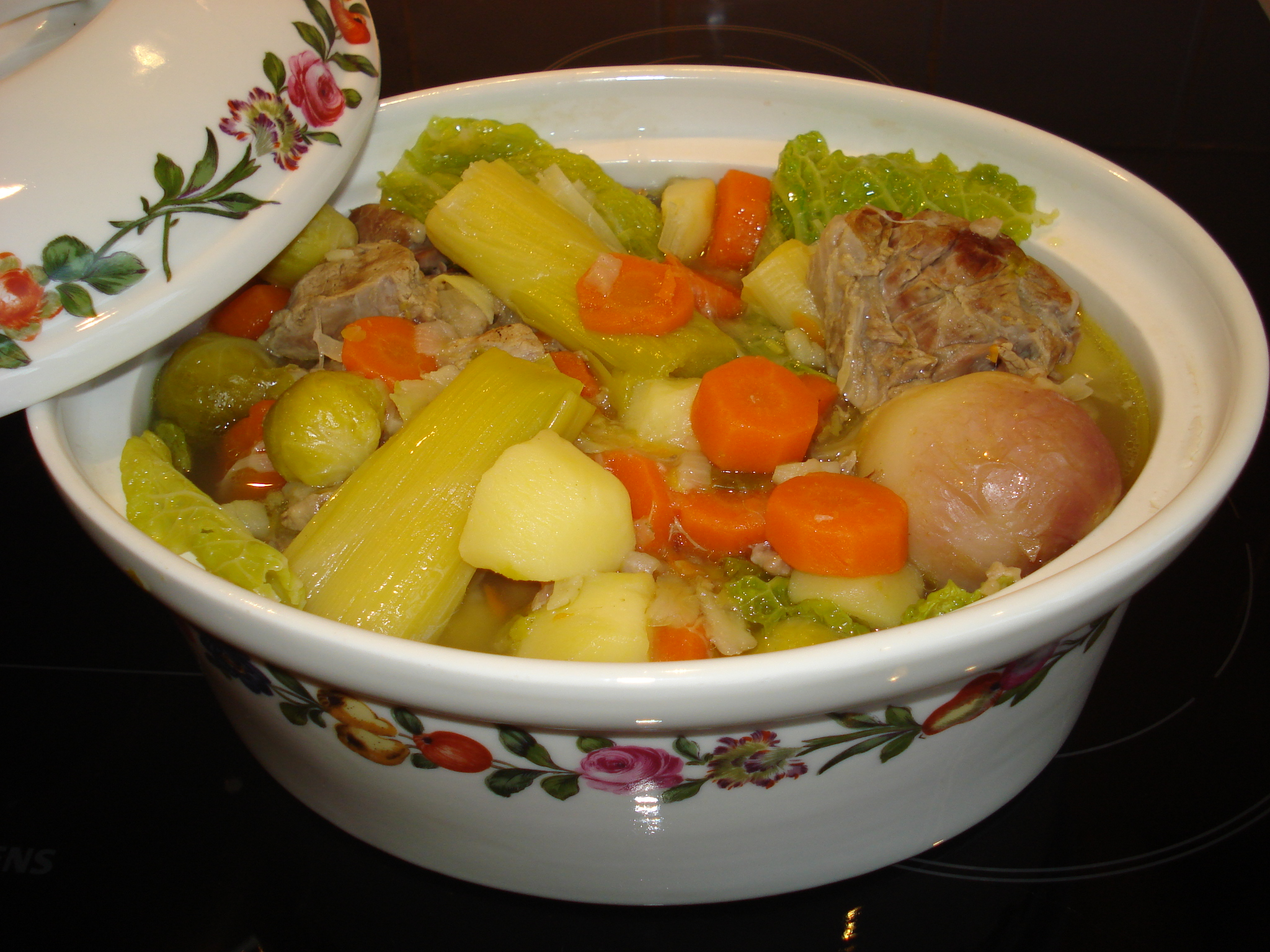
Hochepot flamand.

Au Moyen Âge, le cerf était le gibier de chasse par excellence, réservé exclusivement aux nobles. Lorsqu'il paraissait à la table des plus grands, les cuisiniers l'apprêtaient en reconstituant la bête entière, couchée sur un gigantesque plat. Hormis cette présentation réservée aux festins, il se mangeait rôti, en ragoût ou en civet. 
L'Université de Gand possède un manuscrit, daté de la fin XVe, début du XVIe siècle, qui fournit une recette de hochepot à base de cerf cuisiné au vin rouge. Intitulée Om hutspot te redenen van een hert, elle ressemble à celle d'un civet médiéval par l'utilisation d'oignons et de vin, mais ne comporte pas de liaison au sang. Celui-ci n'était utilisé que dans les recettes de lamproie ou de boudin. Le hochepot n'était alors que de la viande cuite dans un liquide. Ce seul fait permet de relier les hochepots médiévaux aux actuels hochepots flamands.
Cette recette indique que, outre la viande de cerf, il faut oignons, vin rouge, verjus, beurre, sucre, noix de muscade et cardamome.
À cette époque, le cerf n'était pas mis à mariner, mais bouilli jusqu'à complète cuisson pour l'attendrir. Ensuite, sa viande découpée en morceaux était placée sur un lit d'oignons revenus au beurre, puis recouverte de vin avec un peu de verjus. Le tout était assaisonné avec le sucre, la noix de muscade et la cardamome, puis salé et poivré avant d'être mis longtemps à mijoter. Ce type de préparation est très proche de la recette donnée par le Manuscrit de Sion, à la fin du XIIe siècle, « viande de cerf fraîche. Longuement bouillie, lardée sur la longueur par-dedans. Puis faites cuire dans une autre eau [avec] du macis, du vin à profusion. À la sauce cameline ».
Le plus ancien traité de cuisine en langue française contient une autre recette pour accommoder le cerf salé : « Faites tremper. Puis lavez très bien. Jetez le premier bouillon. Lavez à l'eau claire. Laissez refroidir. Puis découpez-le en fines tranches. Portez à ébullition dans de l'eau et moitié de vin blanc. Puis pelez des châtaignes cuites sur la braise. Mettez le tout dans un plat. Dressez votre bouillon avec le gibier. Mangez à la moutarde. »
Il est à noter que, jusqu'au XVIe siècle, le bois de cerf, coupé en tranches et frit, passait pour un régal de roi. En outre, la « corne de cerf » moulue se vendait chez les épiciers. Elle servait à préparer des gelées et entremets.
Cet engouement perdura jusqu'à la Révolution française, qui mit un terme à cette gastronomie nobiliaire. En effet, dès le début du XIXe siècle, les doctes rédacteurs de traités ménagers et de cuisine affirment : « Le cerf et la biche, le faon et le daim s'emploient comme le chevreuil ; mais l'on en fait peu d'usage. » C'est le cas en 1806, du Cuisinier impérial, en 1817, du Cuisinier royal, en 1820, d'une nouvelle édition du Cuisinier royal. Pour conclure enfin en 1836, dans Le dictionnaire de cuisine et d'économie ménagère, on lit une note identique : « Le cerf, la biche, le faon et le daim s'emploient en cuisine comme le chevreuil, mais on s'en sert fort peu. »

### Moderne

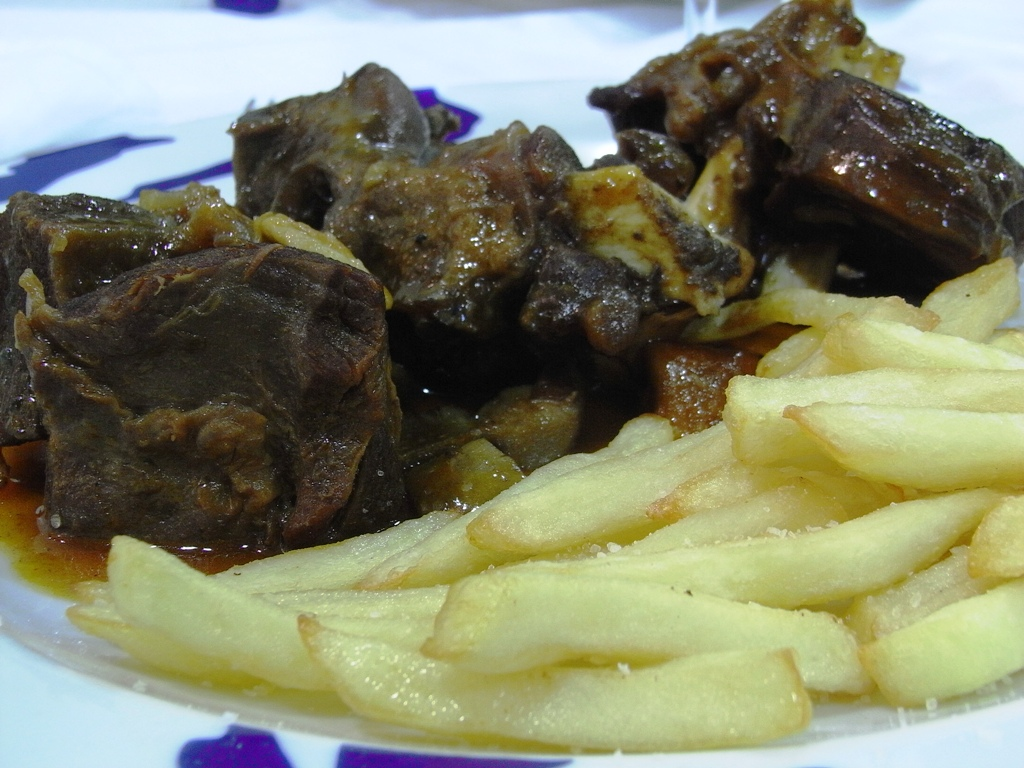
Civet de cerf avec ses légumes et pleurotes sauvages.

La valeur énergétique de la viande de cerf est de 111 calories pour 100 grammes, soit 21,50 g de protéines, 2,66 g de lipides et 0,20 g de glucides. Peu pourvue en matières grasses et peu calorique, la viande de cerf est par contre riche en fer. Elle peut se rôtir ou se griller pour de jeunes daguets. Après, elle doit être marinée, afin d'attendrir les chairs, avant d'être cuisinée en civet.
Pour réaliser ce mets, le cerf d’élevage est préférable lorsqu'il est âgé de quinze à vingt mois. C'est alors que sa viande est la plus tendre et goûteuse. La chair des faons et des hères, qui se fait peu mariner, est considérée comme une bonne venaison, elle s'apprête comme le civet de chevreuil.
Il est à souligner que, tant que la viande n'est pas cuite, elle peut se conserver au réfrigérateur pendant trois à quatre jours, et dans le congélateur, pendant près de dix mois. Après cuisson, elle ne doit rester au congélateur que moitié moins, quatre mois environ.
La préparation du civet demande une viande découpée en gros cubes, avec un accompagnement d'oignon, carottes, farine, gousses d’ail, bouquet garni, huile d'olive, beurre, sang de cerf (si possible), sel et poivre. Les morceaux de viande doivent mariner dans le mélange vin/oignons/carottes pendant une journée au minimum.
Pour la cuisson, il suffit de faire dorer les morceaux, puis de les retirer afin de déglacer le fond de la poêle avec le vin. Pendant ce temps, la viande est mise en cocotte avec les légumes et les aromates, puis farinée et remuée. Il faut alors verser le contenu de la poêle dessus, puis le vin de la marinade, saler, poivrer et laisser cuire minimum une heure à feu doux en remuant de temps en temps. La liaison au sang se fait hors feu et juste avant de servir. 

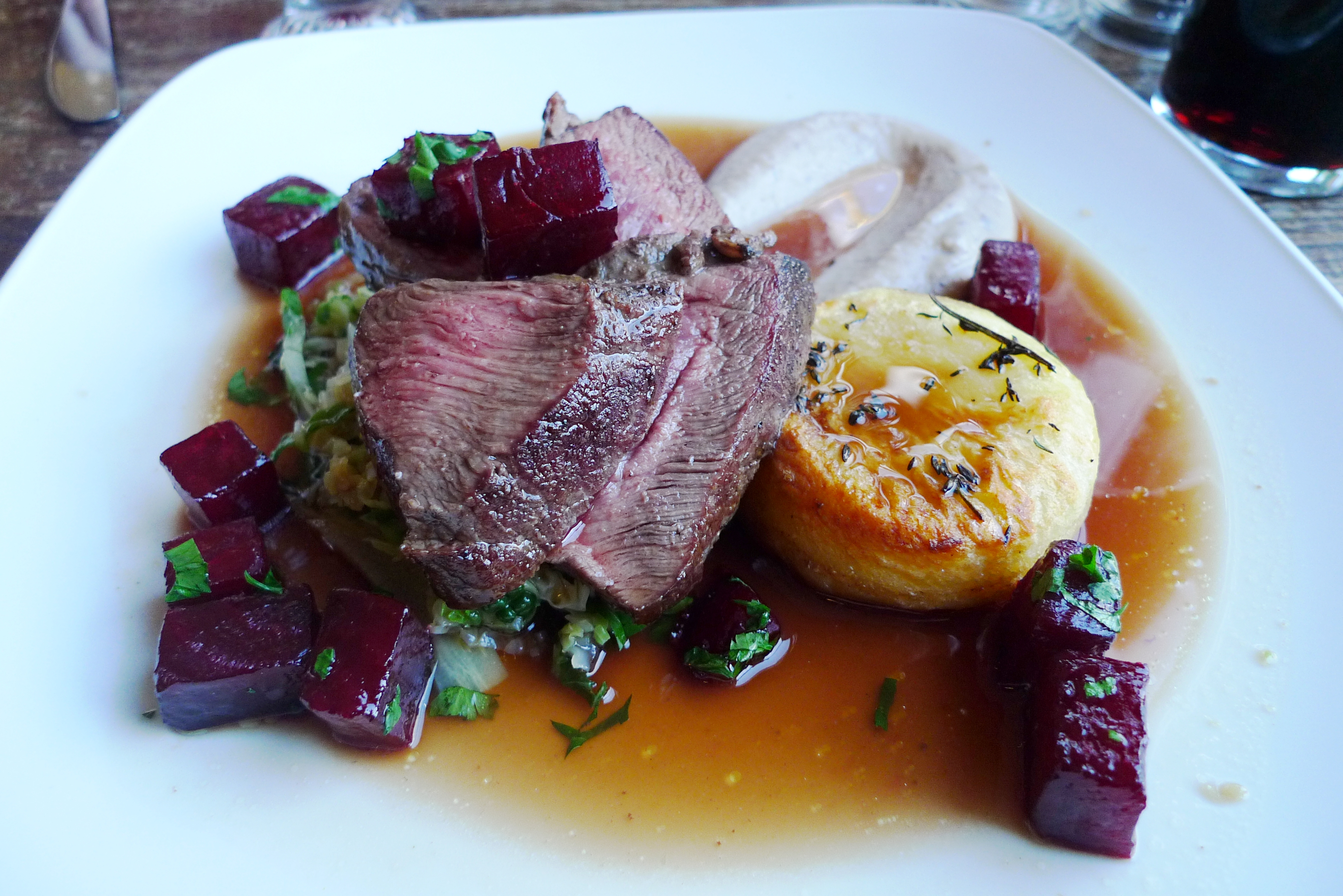
Civet de cerf réunionnais.

Ce civet se marie parfaitement avec les traditionnelles sauce poivrade. ou sauce grand veneur. Il peut être servi avec un accompagnement de légumes poêlés, de fruits rouges, de poires, de pommes, de confitures d’airelles ou de groseilles, de marrons (qu'ils soient en purée ou poêlés), ou encore avec des champignons forestiers.
L'île de La Réunion possède aussi une tradition du civet de cerf qui diffère du civet métropolitain. Outre la viande, il faut des tomates, des oignons, des gousses d'ail, ainsi que des feuilles de quatre-épices, persil, sel, grains de poivre, clous de girofle, thym, huile, avec seulement un quart de litre de vin rouge mouillé d'un litre d'eau.
Avant la cuisson, il faut couper la viande en morceaux, émincer oignons et tomates et piler ensemble sel, ail, poivre, gingembre et clous de girofle. Dès que la viande est dorée dans la marmite, il y est ajouté les oignons, puis le mélange pilé. Dès que l'ensemble a commencé à revenir, sont rajoutées les tomates et les feuilles de quatre-épices. Le tout est bien mélangé et laissé à cuire un quart d'heure. Ce n'est qu'alors que l'on mouille avec le vin et l'eau. La dernière cuisson, à feu doux, dure environ une demi-heure. Ce mets est parsemé de persil finement haché avant d'être servi accompagné de riz blanc et d'un rougail tomate.

## Accord mets/vins
Le cerf, en tant que gibier, doit être accompagné par de grands vins rouges corsés. Le choix peut se porter vers des vins de Bourgogne (gevrey-chambertin, pommard, nuits-saint-georges, fixin, clos-saint-denis et aloxe-corton) ; dans le Bordelais (canon-fronsac, saint-estèphe, saint-julien et pauillac) ; dans la vallée du Rhône, ce sont les châteauneuf-du-pape, gigondas, vacqueyras et lirac, ainsi que les côtes-du-rhône villages, qui se marient le mieux à la puissance de la viande de cerf. En Provence, palette, bandol et cassis sont à retenir, tout comme cahors, madiran et pécharmant, parmi les vins du Sud-Ouest,.